# 约翰·弗雷德里克·丹尼尔
约翰·弗雷德里克·丹尼尔（英語：John Frederic Daniell，1790年3月12日—1845年3月13日），英国化学家、物理学家。他出生在伦敦的一个律师家庭，毕业自牛津大学。曾发明过锌铜电池从而使电池进入了大规模工业化的时代，还曾获得过1837年的科普利奖章。